# Q (film)
Q è un film del 2011 diretto da Laurent Bouhnik.
Noto anche con il titolo Q : Amours, désirs et complications..., nelle distribuzioni estere è conosciuto anche con il titolo Desire.
Il film erotico francese mostra esplicitamente scene di sesso e di masturbazione, alcune delle quali non sono state simulate dagli attori.
Il film, ambientato a Cherbourg, in Francia, è la storia di tre donne della provincia.

## Trama
Cécile è una ragazza ventenne che cerca di colmare il vuoto lasciato dalla figura paterna rifugiandosi nella ninfomania, facendo sesso con uomini e donne incontrati per caso. Alice, giovane studentessa incompresa dalla madre, sogna una grande storia d'amore con un ragazzo che ha altro genere di obiettivi. Virginie, turbata da qualcosa che le fa allontanare da un marito che pur ama. Le storie delle tre donne si intrecciano tra di loro e con quelle degli altri protagonisti maschili tra cui spicca il fidanzato di Cecilie, un ladruncolo.
Fanno da intermezzo al film delle scene di donne nude filmate in una doccia collettiva mentre parlano di sesso.

## Critica
La ricezione del film da parte della critica è stata negativa. Le Monde mette in risalto l'imbarazzo di questo film che sembra «porno amatoriale» e che non riesce a pronunciare un discorso originale sulla sessualità.
Libération parla di un film «fallito», stilisticamente confuso, le cui intenzioni non sono comprese.
Le tre giovani attrici sono messe a dura prova, costrette a spogliarsi e a scene di sesso esplicito, in particolare Déborah Révy. La giovane attrice protagonista compare anche nella locandina del film, in una foto a seno nudo.
La scrittura è forse l'aspetto più debole del film, con dialoghi e intere scene di troppo. Un continuo parlare senza dire niente.